# (32575) 2001 QY78
2001 كيو واي 78 (ويعرف أيضًا باسم (32575) 2001 كيو واي 78 وفق تسمية الكوكب الصغير) (بالإنجليزية: 2001 QY78)‏ هو كويكب ضمن حزام الكويكبات؛ وترتيبه 32575 من حيث الاكتشاف.
اكتُشف هذا الجُرم الفلكي بواسطة بحث لنكولن عن الكويكبات القريبة من الأرض في 16 أغسطس 2001.

## وصلات خارجية
- (32575) 2001 QY78 في قاعدة بيانات مختبر الدفع النفاث لأجرام النظام الشمسي الصغيرة

- الاكتشاف · مخطط المدار ·  العناصر المدارية · المعلمات المادية

- (32575) 2001 QY78 على موقع ويكي سكاي: DSS2, SDSS, GALEX, IRAS, Hydrogen α, X-Ray, Astrophoto, Sky Map, Articles and images